# Xã New Sewickley, Quận Beaver, Pennsylvania
Xã New Sewickley (tiếng Anh: New Sewickley Township) là một xã thuộc quận Beaver, tiểu bang Pennsylvania, Hoa Kỳ. Năm 2010, dân số của xã này là 7.360 người.